# NGC 329
NGC 329 es una galaxia espiral (Sb) localizada en la dirección de la constelación de Cetus. Posee una declinación de -5°4′14″ y una ascensión recta de 0 horas, 58 minutos y 01,4 segúns.
A galaxia NGC 329 fue descubierta en 27 de septiembre de 1864 por Albert Marth.